# Avenger (monster truck)
Avenger, è un Monster truck creato nel 1997 dal Team Scream Monster Trucks e pilotato da Jim Koehler.
Come carrozzeria il Monster impiega dal 2002 quella di una Chevrolet Bel Air del 1957 (prima era dotato della carrozzeria di uno Chevrolet S-10). Di stessa origine è il propulsore, un Blown 575 Chevrolet Big Block abbinato ad una trasmissione Coan/Bewick Turbo 400. Tale configurazione porta il veicolo ad erogare una potenza di 1800 CV.
Raggiunge un'altezza di 3 metri grazie agli pneumatici da 66" Inch Goodyear 6 Ply Terra Tire che ricoprono cerchioni  Allen Pezo. Le stesse ruote, montate su sospensioni Nitrogen Charged Stage 2 portano la vettura a raggiungere i 4 metri di larghezza.
Avenger compete nella serie USHRA Monster Jam, ed ha partecipato a tutte le finali mondiali, riuscendo a conseguire, nel 2003, la vittoria nel Freestyle Championship.

## Stili del corpo
Avenger e Jim Koehler è ora l'unico camion e pilota a competere in tutte le finali mondiali di Monster Jam. Tom Meents è stato l'altro a competere in tutto fino a saltare le finali mondiali 18 a causa di un infortunio alla schiena fino a quando non è tornato per il Monster Jam Path of Destruction Tour a Foxborough. Le finali mondiali ospitano varie versioni del camion Avenger, che sono:
- Chevrolet S10 verde bosco
- Forest Green 1957 Chevy Bel-Air (ha vinto il suo primo titolo mondiale di stile libero nel 2003)
- Orange Bel-Air (Quando ha rotto una trasmissione)
- Bel-Air per metà verde bosco e per metà arancione
- Chrome Bel-Air (Lawn Dart over the Volcano)
- Bel-Air verde tossico
- Neon Green Bel-Air (Quando ha rotto una ruota)
- "Scuba" Azzurro Bel-Air (quando è finito nella cuccia dopo un solo salto)
- Bel-Air "Rat Rod" nera
- Candy Apple Red "Las Vegas" Bel-Air (ha vinto il suo secondo titolo mondiale di freestyle)
- Bel-Air giallo "due volte campione".
- "Garners" Apple Red Bel-Air (si è schiantato a Thunder Alley in Racing Fixed per l'episodio finale di SPEED alle finali mondiali XIV Freestyle di Monster Jam)
- Fox Sports 1 Viola Bel-Air
- Garners Style White Bel-Air
- Junkyard Blue Style Bel-Air
- Chevy S10 verde scuro "Celebrating 20 years" con logo cromato (quando ha fatto esplodere una gomma dopo aver eseguito un backflip)
- Nomade personalizzato verde lime
- "Avengers" Bel-Air rosso, blu e bianco